# Mazdaznan
Als Mazdaznan (persisch مزدزنان, DMG Mazdaznān) wird eine religiöse Lehre bezeichnet, die nach eigenem Verständnis auf einem reformierten Zarathustrismus basiert. Es handelt sich um eine Mischreligion mit zarathustrischen, christlichen und einigen hinduistischen/tantrischen Elementen.
Begründet wurde sie von Otoman Zar-Adusht Ha’nish, auch Otoman Zar Adusht Hanish (persisch آتمان زرادشت هانیش), bürgerlich Erich Otto Haenisch, der selbst angab, am 19. Dezember 1844 in Teheran geboren worden zu sein. Tatsächlich wurde er als Sohn des Viktualienhändlers Heinrich Ernst Haenisch und seiner Frau Anna Dorothea geborene Schmidt am 19. Dezember 1856 in Posen geboren und am 28. Dezember 1856 evangelisch getauft. Er starb am 29. Februar 1936 in Los Angeles. In zeitgenössischen Zeitungsberichten ist wiederholt von einem Sonnenkult die Rede.
Die Anhänger sind Vegetarier, befolgen eine eigene Ernährungslehre, legen großen Wert auf tägliche Atem- und auf Meditationsübungen, darunter einige tantrische Übungen. Eine organisierte Anhängerschaft existiert in Deutschland und Ungarn; Anhänger gibt es in Frankreich und den USA, dem einstigen Schwerpunkt und Hauptquartier.
Im Lexikon neureligiöser Bewegungen und Weltanschauungen wird die Mazdaznan-Lehre als „Ausdruck der westlichen Rezeption asiatischer Heilsvorstellungen und -praktiken“ beschrieben. Die Lehre variierte die Rassenlehre der damals erfolgreichen neureligiösen indisch-arischen Theosophie von Helena Blavatsky und übernahm Elemente des Yoga in den Atemübungen.

## Gründer und Bewegung

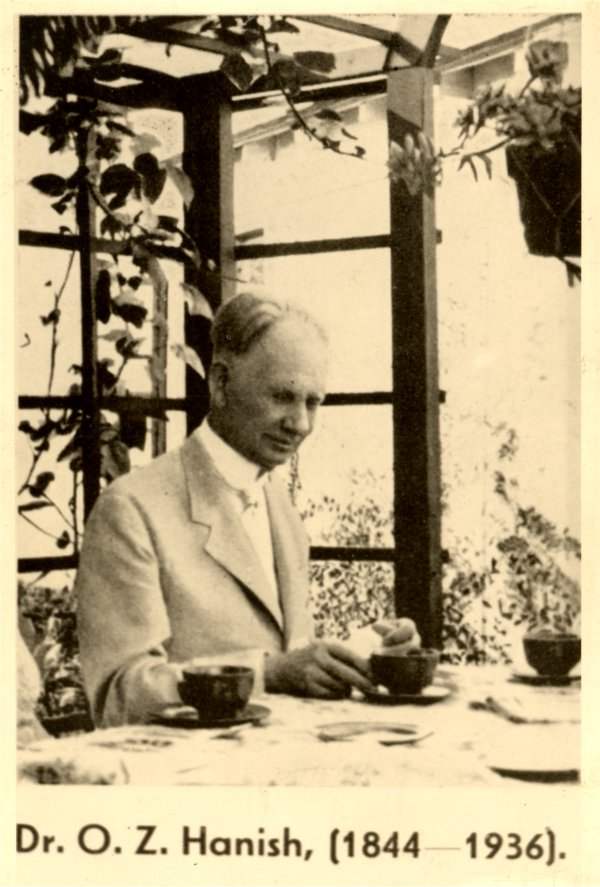
Otoman Zar-Adusht Ha’nish

Über Otoman Zar-Adusht Ha’nish gibt es nur wenige Daten. Der Öffentlichkeit ist er ausschließlich unter diesem Kunstnamen bekannt. Er wurde seit 1890 verwendet, als Ha’nish in Chicago seine reformerische Lebensweise zu verbreiten begann. Dort erhielt er auch angeblich um 1900 den Doktortitel der Medizin (M.D.) und hielt Vorlesungen zu vegetarischer Ernährung und über Darmreinigung.
Laut Aussagen einiger Schüler, die auf Hanishs Angaben beruhen, soll er der Sohn des russischen Botschafters in Teheran und einer deutschstämmigen Mutter adliger Herkunft gewesen sein. Für diese Angaben gibt es keinen Beleg. Auf der deutschsprachigen Website der Bewegung heißt es: „Wann und wo er geboren war, wissen nicht einmal seine nächsten Jünger; denn diese und andere Einzelheiten seines privaten Lebens schienen ihm nie wichtig genug, um darüber zu sprechen.“ Er wurde angeblich aufgrund eines schweren Herzfehlers von seinen Eltern in eine zarathustrische Gemeinde im iranischen Hochland geschickt. Dort soll er dann mittels spezieller Atemtechniken gelernt haben, das Herzleiden zu heilen. Nach eigenen Angaben wurde Hanish dort rund 25 Jahre ausgebildet, bevor er sich zur weltweiten Verbreitung dieses überlieferten Lebensstils entschied. Angeblich war er zunächst von Beruf Schriftsetzer.
Spätestens seit 1890 lebte Hanish in den USA, zuerst in Chicago, ab 1902 in New York und ab 1917 in Los Angeles, wo er die Reorganisierte Mazdaznan Tempel-Vereinigung der Verbündeten Gottes (engl. Reorganized Mazdaznan Temple Association of God) gründete. Seit 1907 wurde die Lehre auch in Europa verbreitet.
Der Kritiker Upton Sinclair behauptet in seinem Werk Profits of Religion in Book Six The Church of the Quacks („Sechstes Buch, Die Kirche der Quacksalber“), dass Otoman Zar-Adusht Ha’nish ein grocer-boy (Sohn eines Lebensmittelhändlers) aus Mendota, Illinois, namens Otto Hanisch war.

“I have traced his career in the files of the Chicago newspapers, and find him herding sheep, setting type, preaching prestidigitation, mesmerism, and fake spiritualism, joining the Mormon Church, then the ‘Christian Catholic Church in Zion’, and then the cult of Brighouse, who claimed to be Christ returned. Finally he sets himself up in Chicago as a Persian Magi, teaching Yogi breathing exercises and occult sex-lore to the elegant society ladies of the pork-packing metropolis.”

„Ich habe seine Karriere anhand der Zeitungen in Chicago verfolgt und fand ihn dort als Schafhirte, Schriftsetzer, Prediger einer […] Schein-Spiritualität, Mitglied der Kirche der Mormonen, dann der ‚Christlichen Katholischen Kirche in Zion‘ und dann des Kultes von Brighouse […] Schließlich gab er sich in Chicago als persischer Magier aus und unterrichtete Atemübungen und okkulte sexuelle Praktiken […].“

### Bewegung
Ha’nish gründete um 1890 das erste Mazdaznan-Zentrum in Chicago (Mazdaznan Peace Centre). 1900 folgte die Gründung der Mazdaznan Temple Association of Associates of God mit Hauptsitz in Chicago. Seit 1998 lautet der offizielle Name The Mazdaznan Temple Association.
In Deutschland wurde die Mazdaznan-Lehre im Auftrag Ha’nishs seit 1907 durch das schweizerischstämmige Ehepaar Frieda und David Ammann verbreitet. Diese hatten einige Jahre eine Obstplantage in Kalifornien betrieben. Unter der Leitung David Ammanns entstanden 1907 etliche Ableger in Leipzig, Dresden, Chemnitz, aber auch in Weimar, Hamburg und anderen großen Städten Deutschlands. Die Organisation erfolgte in Logen, so z. B. in Leipzig die Zarathustra-Gesellschaft und ein Jahr später die Mazdaznan-Tempel-Vereinigung für Deutschland und die deutschsprechenden Länder, die sich ab 1914 Mazdaznan-Bund nannte. Letzterer besaß einen eigenen Verlag und einen Versand für diätetische Lebensmittel, die von Ammanns Schwiegersohn Otto Rauth und seiner Frau geleitet wurden.
Ammann wurde mit Beginn des Ersten Weltkriegs 1914 nach der Publikation des Buches Inner Studies in Leipzig als unerwünschter Ausländer des Landes verwiesen, weil darin tantrische Praktiken beschrieben wurden. Er kehrte zurück in die Schweiz und gründete 1915 in Herrliberg am Zürichsee eine Mazdaznan-Siedlung, die er Aryana nannte. 1923 starb er unter ungeklärten Umständen. Mazdaznan-Anhänger gehen auch heute noch von einer Verschwörung aus. Ha’nish selbst besuchte Europa einmalig im Jahr 1911 und regelmäßig von 1923 bis 1932.
Ein bekannter Anhänger von Mazdaznan im deutschsprachigen Raum war der Schweizer Maler, Designer und Bauhaus-Lehrer Johannes Itten. Von Oktober 1919 an war er als Lehrer am Bauhaus in Weimar tätig und warb dort auch Anhänger an. Itten gestaltete z. B. als seinen Beitrag zum ersten Bauhaus-Portfolio ein Zitat von Hanisch: „Gruss und Heil den Herzen welche von dem Licht der Liebe erleuchtet und weder durch Hoffnungen auf einen Himmel noch durch Furcht vor einer Hölle irregeleitet werden“.
Eine führende Gestalt im Schweizer Mazdaznan-Kult war um 1900 Karl Heise, der ein Anhänger von Rudolf Steiner, Guido von List und mithin der Völkischen Bewegung war. Gemeinsam mit seinem Bruder Heinrich leitete er die „Aryana“-Kommune bei Zürich.
Der Ariosoph Detlef Schmude, Reichswehr-Hauptmann und seit 1915 „Bruder“ des Neutempler-Ordens, der 1922–1927 auch die Zeitschrift Ostara edierte, bezeichnete Hanish in einem seiner literarischen Werke als „Komponist der in diesem Buch angeführten Oden an die Gottheit“ und rühmte „Masydayasnan“ als „zoroastrischen Tempelorden, der noch heute in segensreicher Weise für das Heil der arischen Rasse wirkt“.
Umgekehrt wurden Nationalsozialismus und „Drittes Reich“ ebenso wie Sterilisationsgesetze und NS-Rassenlehre in Mazdaznan-Schriften begrüßt und darauf hingewiesen, „daß Mazdaznan derlei bereits früher und wesentlich konsequenter gefordert habe“.
Trotz der ideologischen Nähe zum nationalsozialistischen Denken wurde die Bewegung des Mazdaznan-Bundes 1935 in Deutschland vorläufig verboten, 1938 auch der Vertrieb von Mazdaznan-Literatur untersagt und 1941 die Bewegung endgültig verboten. Nach 1945 blieb dieses Verbot in der DDR bestehen, so dass keine Neugründung dort möglich war, während in der Bundesrepublik Deutschland die Arbeit wieder aufgenommen werden durfte. 1959 wurde die Neuzeitliche Diät- und Lebensschule in Bringhausen am Edersee gegründet. Heute soll es in Deutschland einige tausend Mazdaznan-Anhänger geben. Das amerikanische Hauptquartier befand sich 1917 bis 1980 in Los Angeles. Dann wurde es nach Encinitas bei San Diego verlegt.

## Lehre

### Glaubensvorstellungen
Mazdaznan (sprich: Masdasnan) ist eine Wortschöpfung aus den altpersischen Worten Ahura Mazdā und Yaznan = „Verehrer des Höchstdenkbaren“ und versteht sich als die Fortsetzung der monotheistischen Religion des Propheten Zarathustra. Eine andere Deutung des Namens geht von der Zendsprache aus. Hier bedeutet ma „gut“, zda „Gedanke“ und znan (Abk. von jasnan) „meisterhaft“; Mazdaznan heißt also „Meister des Gottesgedankens“.
Mazda wird als außerhalb von Raum und Zeit stehender einziger und guter Gott betrachtet. Als sein Prophet gilt Zarathustra und später Mani. Zarathustra wiederum habe aus Steintafeln geschöpft, die von einer im Tibet lebenden Wahrheitssucherin namens Ainyahita mehrere Jahrtausende zuvor aufgezeichnet wurden.
In der materiellen Welt herrscht Jehova, der als Kombination von Gutem (Mazda) und Bösem betrachtet wird. Als Propheten von Jehova betrachtet die Lehre Moses und Mohammed.
Weiter lehrt Mazdaznan, dass Zarathustra drei Erlöser prophezeit habe, die alle von einer Jungfrau geboren werden. Diese seien Krishna, Buddha und Yehoshua (fälschlich Christus genannt) gewesen. Deren Lehren seien später verfälscht worden.
Hanish nannte als Quelle seiner Lehre ebenfalls die Offenbarungen von Ainyahita aus dem Süden Tibets, der angeblichen Stammmutter der Arier. Sowohl Zarathustra als auch Jesus hätten lediglich ihre Lehren modifiziert.
Die Anhänger sprechen nicht von Glauben, sondern von „Lebenskunde“, die dazu dienen soll, durch disziplinierte Lebensweise bis hin zur Askese den Zustand der Vollkommenheit zu erreichen.

### Rassenlehre
Auf der Internetseite www.Mazdaznan.eu findet man 2016 eine Erklärung zum Thema Diskriminierung, Rassismus und Fremdenfeindlichkeit:
Für wen ist die Mazdaznan Botschaft?
Mazdaznan ist eine Botschaft an die ganze Menschheit, für Jeden und Jederman, ohne Rücksicht auf Glaubensbekenntnis, Gesellschaftsschicht oder Hautfarbe, und verkündet den ‚Frieden, der alle Kenntnis – alles Verständnis übertrifft‘ und alle Missverständnisse beseitigt.
Mazdaznan anerkennt alles Gute in Gedanken, Worten und Werken. Jede Form von Diskriminierung, Rassismus und Fremdenfeindlichkeit ist unvereinbar mit den Prinzipien der Mazdaznan-Philosophie.
Zu Hanishs Lehre gehörte eine Rassenlehre, bei der Rassen in Entwicklungsstufen eingeteilt wurden. Zu den sogenannten „Ariern“ zählten auch die Semiten sowie „Mischrassen“ wie die Inder, nicht jedoch Farbige. Ziel sei die Errichtung eines arischen Friedensreiches und Völkerbundes, von dem farbige Völker auszuschließen seien, da diese nicht „reinrassig“ seien. Bernd Wedemeyer-Kolwe schreibt dazu: „Nach der Ideologie der Mazdaznan-Bewegung fungiert die arische weiße Rasse als auserwähltes Herrschervolk. Sie sei jedoch durch Rassenvermischung zerfallen und könne nur über Höherzüchtung, Eugenik und körperliche und geistige Reinhaltung (‚gut denken, gut reden, gut handeln‘) wieder zur eigentlichen alten Macht zurückfinden.“ Er bescheinigt der Bewegung einen „Eklektizismus aus fernöstlichen, theosophischen und sozialdarwinistischen Elementen“.
Im Vorwort zur 1. Auflage des Buches Masdasnan Rassenlehre vom 14. August 1919 von David Ammann heißt es: Die Masdasnan-Rassenlehre Dr. O. Z. Hanishs ist das Weitblickendste, was bisher überhaupt über Rassenfragen und Entwicklung der Menschheit erschienen ist. Dieses Werk von Ammann scheint eine Übersetzung von Aufsätzen aus der englischen Zeitschrift The Federator zu sein, die nicht von Hanish herausgegeben wurde. Die dortigen Inhalte stehen im Gegensatz zu anderen Inhalten, sodass Hanishs eigene Thesen schwierig zu verifizieren sind und Schlussfolgerungen vom Zeitgeist ab 1919 beeinflusst erscheinen. Heute vermeidet die Mazdaznan-Bewegung jede Bezugnahme auf Aussagen zu den menschlichen Rassen, die entsprechenden Publikationen von Ammann werden heute nicht mehr vertrieben.

### Körperkultur, Atem- und Ernährungslehre
Mazdaznan fand besonders große Resonanz in Kreisen der Lebensreformbewegung und der Körperkulturbewegung.
Nach der Mazdaznan-Ernährungslehre basiert eine gesunde Ernährung auf vegetarischen, vollwertigen, variationsreichen (siehe Mazdaznan-Monatsratschläge), saisonalen Lebensmitteln und ist nach Alter, Gesundheitszustand und Arbeit individuell zu gestalten.
Ein Schwerpunkt der Mazdaznan-Ernährung ist Vollkorn-Getreide. Für das Brotbacken soll keine Hefe verwendet werden, da es sonst im Körper zur Gärung komme. Frische Lebensmittel werden bevorzugt; Gemüse sollte allenfalls gedünstet oder gebraten, aber nicht gekocht werden. Als Gemüse gelten alle Pflanzen, bei denen zwischen Aussaat und Ernte maximal 14 Monate liegen. Dauert die Reife länger, handelt es sich nach der Definition um „Kleinfrüchte“, eine Zwischenform von Obst und Gemüse. Das Öl darf nur pflanzlich sein, da tierische Fette als unverdaulich betrachtet werden.
Der Verzehr von Fleisch wird grundsätzlich abgelehnt, da das Töten von Tieren als Widerspruch zum fünften Gebot der Bibel gesehen wird. Die Ernährung ist also rein vegetarisch, jedoch nicht vegan; Eier und Milchprodukte sind erlaubt. Käse fördert angeblich die Übersäuerung des Körpers. Reine Rohkost wird abgelehnt, da die Garung der Nahrung als Merkmal der Zivilisation und der Beherrschung der Natur gilt. Die Kost sollte zu zwei Dritteln aus Gemüse bestehen und zu einem Drittel aus Lebensmitteln, die Stärke, Fett und Eiweiß enthalten. Bei den Mahlzeiten sind besondere Regeln zur Zusammenstellung zu beachten, da ähnlich wie bei der Trennkost bestimmte Nahrungsmittel nicht zusammen gegessen werden sollen. Allerdings ist das Trennprinzip ein völlig anderes. Angeblich behindern Lebensmittel mit ähnlicher Struktur, also zum Beispiel solche, die jeweils Eiweiß enthalten, die Verdauung. Da der Morgen und der Nachmittag als „Hauptausscheidungszeiten“ des Körpers gelten, soll zu diesen Zeiten nichts gegessen werden.
Die Mazdaznan-Lehre teilt die Menschen in drei Typen ein: materiell, spirituell und intellektuell. Diese Unterscheidung rührt aus der „Phrenologie“, die verschiedene Gesichtsformen unterschiedlichen Menschentypen apriori zuordnet. Für jeden Typ gibt es eigene Ernährungsempfehlungen. Am stärksten eingeschränkt wird die Nahrungsauswahl beim spirituellen Typ, der auch weitgehend auf Milchprodukte verzichten soll, da er die besten Möglichkeiten habe, die höchsten Stufen der Mazdaznanlehre zu erreichen. Darüber hinaus wird in einem eigenen Werk eine Diätetik für Kranke vorgestellt, die hauptsächlich die verderblichen Gärungsprozesse im Körper verhindern soll.
1908 erschien die erste deutschsprachige Ausgabe der Ernährungslehre Hanishs. Üppiges Essen und Genusssucht gelten als große Übel. Die Folge übermäßigen Essens seien körperliche und geistige Störungen, aber auch Überheblichkeit, Klassendenken, Eroberungsdrang und Kulturverfall. Das erste Kapitel der Ernährungskunde beginnt mit dem Satz: „Der Mensch ist nicht auf Erden, um alles, was Wald, Wiese, Feld oder Garten abwerfen, in seinem Magen wie in einer Art Futterspeicher zu sammeln, auch nicht dazu, um eine Art Kirchhof oder Friedhof für tote Tiere zu sein. Vielmehr soll er hier auf Erden die Macht des Geistes über die Materie beweisen.“
Getrunken wird bei Mazdaznan vor allem destilliertes Wasser, aber nie zu den Mahlzeiten. Bier, Wein, Kaffee und schwarzer Tee werden in Maßen akzeptiert.
Aus wissenschaftlicher Sicht sind die Empfehlungen zur Auswahl und Zusammenstellung der Lebensmittel nicht nachvollziehbar. Ernährungswissenschaftler kritisieren die Empfehlung von destilliertem Wasser, da dieses keinerlei Mineralstoffe enthält. Ansonsten sei die Ernährungsweise als Dauerkost durchaus geeignet.